# Charles d’Argy

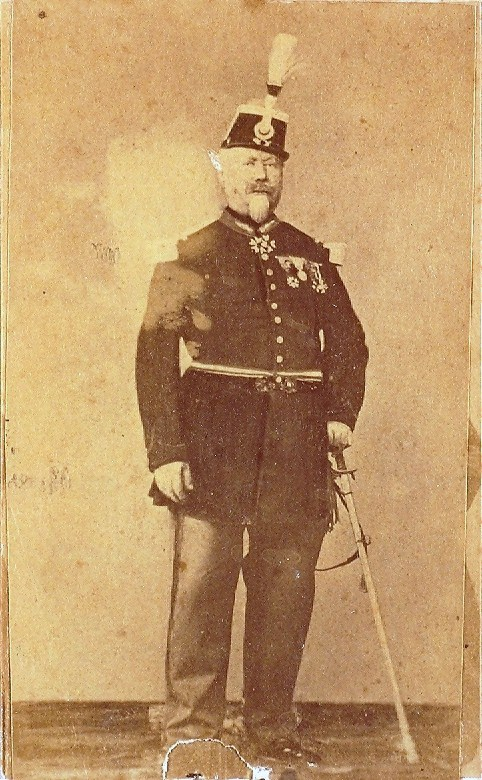
Charles d’Argy

Charles Henri Louis, comte d’Argy (* 9. Mai 1805 in Malmy, heute Chémery-Chéhéry; † 25. Januar 1870 in Rom) war ein französischer und päpstlicher Offizier. Besondere Bedeutung erlangte er 1852 als Gründer der Militärsportschule Joinville und 1866 als Kommandant der Legion von Antibes.

## Leben
Charles d’Argy wurde als ältester Sohn des Grafen Charles Louis d’Argy (* 1780), eines Offizier der Leibgarden Ludwigs XVIII., und dessen Ehefrau Joséphine Rosine Schmidt in eine alte Adelsfamilie der Champagne geboren. Nach der Schule trat er der Familientradition entsprechend in die Garde royale ein. 1823, im Alter von 18 Jahren, verdiente er sich als Feldwebel unter dem Kommando des Herzogs von Angoulême bei der französischen Militärintervention zur Beendigung des Trienio Liberal in Spanien seine Sporen. 1830 gehörte er zu den französischen Truppen, die Algerien eroberten. Dort wurde er zum Adjudanten befördert und nahm unter Jacques-Louis Randon an einer Kampagne in der Kabylei teil. In dieser Zeit zeigte er besonderes Interesse für die soldatische Leibesertüchtigung und las Schriften des Militärsport-Pioniers Francisco Amorós. In der Folgezeit publizierte er national und international rezipierte militärsportliche Anleitungen.
In Lérigneux heiratete er am 12. Juli 1841 Marguerite Mathilde de Damas de Rousset († 1888). Das Paar hatte einen Sohn, Eblas Étienne Maire d’Argy (* 1842).
Zu Beginn der 1850er Jahre beauftragte man d’Argy mit dem Kommando über die Militärsportschule Joinville (L’École Normale Militaire de Gymnastique de Joinville). Am 15. Juli 1852 öffnete sie als Einrichtung des Militärsports ihre Pforten in Joinville-le-Pont, in der Redoute de la Faisanderie (Schanze der Fasanerie) am Ostrand des Bois de Vincennes. Unterstützt wurde d’Argy in dieser Aufgabe von dem Turnlehrer Napoléon Laisné. Der Zweck der Schule war es, Sportlehrer für die französischen Streitkräfte auszubilden. Die Militärsportschule Joinville wurde die erste echte Sportschule Frankreichs und sorgte 80 Jahre lang für die Ausbildung von Sportlehrkräften für Militärschulen, in späterer Zeit auch für die Ausbildung von Elitesportlern.
1856 gab d’Arcy die Leitung der Schule ab. Im Sardinischen Krieg focht er 1859 unter der Führung von Marschall Adolphe Niel in der Schlacht von Solferino.

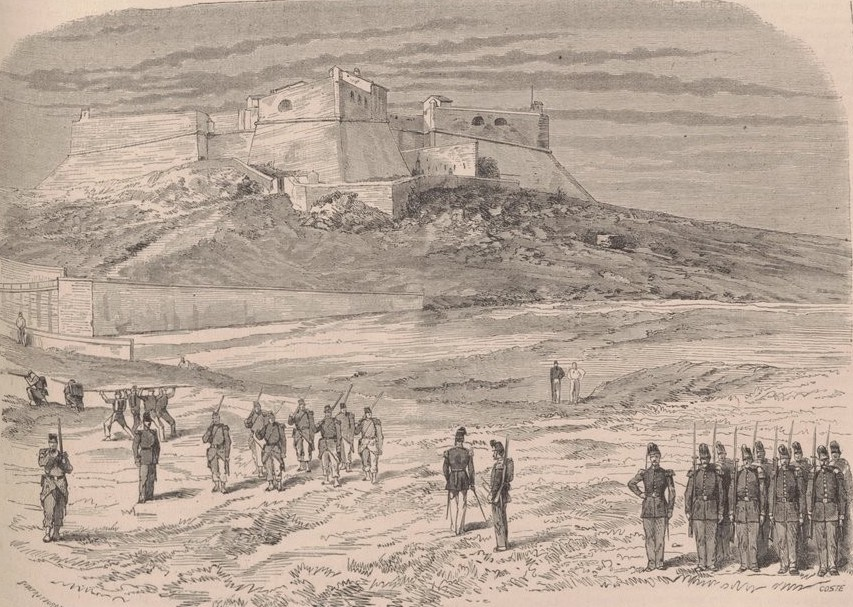
Übung der Legion von Antibes, Illustration in der Zeitschrift Le Monde illustré, 1866

Auf Bitten von Kriegsminister Randon übernahm d’Arcy, damals im Rang eines Obersten des 53. Linien-Infanterie-Regiments bereits pensioniert, 1866 das Kommando über die Legion von Antibes, eine überwiegend aus Franzosen gebildete neue Einheit der päpstlichen Streitkräfte, die unter der Führung von Hermann Kanzler die Aufgabe hatten, den Kirchenstaat gemäß der Septemberkonvention vor einer Annexion durch das Königreich Italien zu bewahren. Als Chef dieser Einheit war er am 3. November 1867 in der Schlacht von Mentana erfolgreich daran beteiligt, ein in den Kirchenstaat eingedrungenes Freischärler-Heer unter der Führung von Giuseppe Garibaldi zu besiegen.
D’Arcy starb Anfang 1870 im Alter von 64 Jahren an einer Lungenentzündung. Offiziere seines Regiments kümmerten sich darum, dass ihm in San Luigi dei Francesi, der französischen Nationalkirche Roms, ein Epitaph errichtet wurde.

## Auszeichnungen
- Ehrenlegion (Komtur)
- Piusorden (Komtur)
- Orden Franz I. (Komtur)
- Militärorden von Savoyen (Offizier)
- Roter Adlerorden

## Schriften
- Escrime du fusil appliquée aux tirailleurs. Dumoulin, Ronet et Sibuet, Lyon 1843.
- Instruction pratique pour l’enseignement élémentaire de la natation dans l’armée. J. Dumaine, Paris 1851 (Neuauflagen 1852 und 1863).
- Extrait de l’instruction pour l’enseignement de la gymnastique. Tableau général des exercices gymnastiques avec les commandements en regard, classés par leçons et suivis de rythmes; accompagné d’une nomenclature et d’un plan de toutes les machines employées dans les gymnases régimentaires. J. Dumaine, Paris 1852.
- Instruction pratique pour l’enseignement de la natation dans l’armée, imprimée avec l’autorisation de M. le ministre de la guerre. J. Dumaine, Paris 1865.